# 阮惟劭
阮惟劭（越南语：／；1886年—？年），越南阮朝官員。

## 生平
阮惟劭是廣平省廣澤府布澤縣河泊總里和村（今屬廣平省布澤縣里澤社）人，同慶元年（1886年）出生。祖父是三甲阮惟勳，父親是大臣阮惟勉，哥哥阮惟勝是副榜，阮惟勭是舉人，阮惟勣是三甲，阮惟勫是二甲。
維新四年（1910年），他以蔭生秀才的身份應試，會試中格，庭試考中副榜。後任候補場通事、工部郎中，保大八年（1933年）正月，改授鴻臚寺卿，領都察院掌印。